# Ferdinand Wittenbauer

Porträt von Ferdinand Wittenbauer

Ferdinand Wittenbauer (* 18. Februar 1857 in Marburg an der Drau; † 16. Februar 1922 in Graz, Österreich) war ein österreichischer Techniker und Mitbegründer der grafischen Dynamik, die ein Teilgebiet der Technischen Mechanik ist. Ab 1877 wirkte er als Professor an der Technischen Hochschule Graz. Er trat auch als Lyriker und Dramatiker hervor.

## Leben
Ferdinand Wittenbauer wurde am 18. Februar 1857 in Marburg an der Drau, heute Maribor/Slowenien, geboren. Er besuchte die Realschule in Graz, maturierte dort und absolvierte im Anschluss die Ingenieurschule an der Technischen Hochschule in Graz. Er war 1876 bis 1879 Mitglied der Akademischen Burschenschaft Allemannia Graz. Bereits 1880 habilitierte er sich im Fach Theoretische Mechanik. Trotz verlockender Angebote kehrte er nach einer einjährigen Studienreise durch Deutschland im Jahr 1884 nach Graz zurück, um bis an sein Lebensende an der "Maschinenbauschule" – der heutigen Fakultät für Maschinenbau – zu wirken.

## Werk

Ferdinand Wittenbauer beim Wandern

Wittenbauers frühe wissenschaftliche Abhandlungen sind dem Gebiet der kinematischen Geometrie zuzurechnen. Diese Disziplin widmet sich den Beziehungen, die zwischen den Geschwindigkeiten und Beschleunigungen der verschiedenen Punkte einer ebenbewegten Ebene in einer momentanen Lage bestehen. Das wissenschaftliche Verdienst Wittenbauers war es, die graphischen Methoden der kinematischen Geometrie beispielgebend auch für die Dynamik nutzbar zu machen. Seine ab 1904 erscheinenden Abhandlungen sind sämtlich Vorarbeiten für sein groß angelegtes Werk über „Graphische Dynamik“, das er kurz vor seinem Tod fertigstellen konnte.
Das letzte Kapitel des Buches ist der Ermittlung der Schwungradberechnung vorbehalten, Wittenbauers wichtigstem Beitrag zur Getriebetechnik.
Schon lange vor Erscheinen seines Hauptwerkes genoss Wittenbauer als Entdecker einer Methode zur graphischen Ermittlung des Schwungradgewichtes internationales Ansehen. Zudem hatte er sich mit einer dreibändigen Sammlung von „Aufgaben aus der technischen Mechanik“ einen Namen gemacht. Dieses 1911 abgeschlossene Werk war lange Zeit die wichtigste deutschsprachige Aufgabensammlung auf dem Gebiet der Mechanik. Sie wurde mehrfach in fremde Sprachen übersetzt. Noch 1965 wurde eine Ausgabe in Spanisch vorgelegt.
Der Zahn der Zeit ging jedoch an Wittenbauers Erkenntnissen nicht vorüber. Leistungsfähige Rechenprogramme zur Simulation der Bewegung hochkomplexer Strukturen haben die Methoden der graphischen Dynamik schnell ins Abseits gedrängt. Ebenso geriet Wittenbauers dichterisches Werk bald nach seinem Tod in Vergessenheit.
Zwei Stücke, "Filia hospitalis" (1902) und "Der Privatdozent" (1906), wurden zu Beginn des Jahrhunderts auf deutschsprachigen Bühnen gerne aufgeführt. Wittenbauer reflektierte darin politische, kulturelle und soziale Komponenten im damaligen Hochschul- und Studentenleben. In "Filia hospitalis" wird der Konflikt zwischen verschiedenen Studentenverbindungen dramatisiert. Im "Privatdozenten" steht mit der Nachbesetzung einer Universitätslehrkanzel das akademische Leben selbst im Mittelpunkt der Handlung. In seinen dramatischen Werken wie auch in seiner Lyrik und Prosa kommt Wittenbauers deutschnationale Gesinnung zum Ausdruck. Verbrämt wird sie mit einem in der damaligen Zeit ebenfalls gängigen sentimentalen Blick auf die deutsche Vergangenheit.
Bei aller Kritik, die aus der zeitlich Entfernung oft leichtfertig angebracht werden kann, muss gewürdigt werden, dass die Technik in Graz mit Ferdinand Wittenbauer einen hervorragenden Forscher besaß, der als Lehrer etliche Generationen von Mechanik-Studenten beeinflusste und darüber hinaus in seinem Schaffen stets dafür eintrat, die manchmal viel zu starren Grenzen zwischen technischer und künstlerischer Kreativität zu überwinden.
Das von ihm entdeckte und nach ihm benannte Wittenbauer-Parallelogramm ermöglicht die einfache Berechnung des Flächenschwerpunktes eines beliebigen Vierecks. Es gilt der folgende Satz: „Der Flächenschwerpunkt des Wittenbauer-Parallelogramms ist zugleich Flächenschwerpunkt des dazugehörigen Vierecks.“
Ferdinand Wittenbauer starb am 16. Februar 1922 in Graz (Steiermark) an den Folgen eines Schlaganfalles.

## Belege
1. ↑  Leserbrief Ferdinand Wittenbauers über die bevorstehende Inszenierung in: Neues Wiener Tagblatt, 40 (1906) #33, 13. (2. Februar 1906)
2. ↑  Rezension der Aufführung im Deutschen Volkstheater durch H. B. [=Hermann Bahr]: Theater, Kunst und Literatur. Deutsches Volkstheater. Neues Wiener Tagblatt, 40 (1906) #5, 13. (6. Januar 1906) Die Buchausgabe bei Konegen angezeigt: Neues Wiener Tagblatt, 40 (1906) #117, 36. (29. April 1906)